# Daniel Dana
Daniel Dana (né en 1771 et mort en 1859) fut le président de l'université américaine du Dartmouth College entre 1820 et 1821. Il fut diplômé de cette université en 1788.